# Generaldirektoratet för europeiskt civilskydd och humanitära biståndsåtgärder

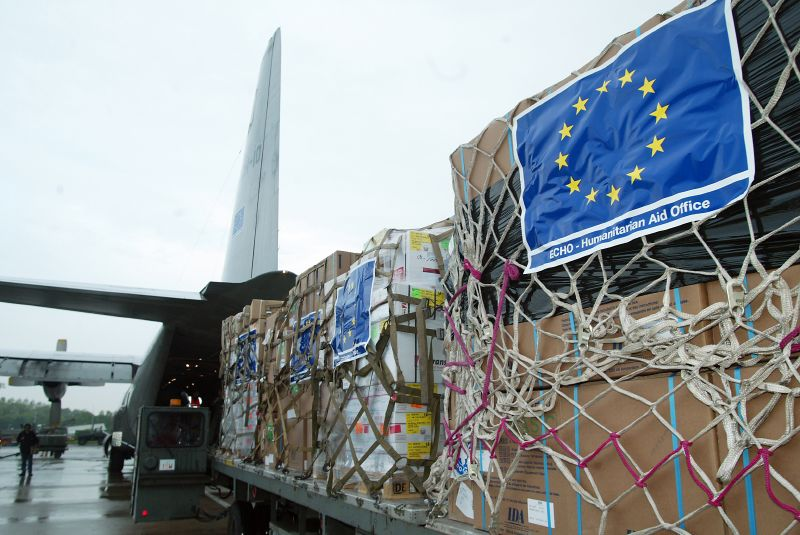
Ett lastflyg med material från Echo.

Generaldirektoratet för europeiskt civilskydd och humanitära biståndsåtgärder (Echo) är ett generaldirektorat inom Europeiska kommissionen för civilskydd och humanitärt bistånd. Echo inrättades 1992 av kommissionen Delors II och leds av en generaldirektör i likhet med övriga generaldirektorat. Generaldirektoratet är underställt kommissionsledamoten med ansvar för krishantering.
Echo administrerar en av världens största biståndsbudgetar. Under 2020 bidrog Echo med 2,1 miljarder euro till humanitärt bistånd och bistod miljontals människor i mer än 80 olika länder. Sedan 1992 har humanitärt bistånd tillhandahållits mer än 110 länder. Tillsammans med sina medlemsstater bidrar Europeiska unionen med över 50 miljarder euro per år till humanitärt bistånd och utvecklingssamarbete, vilket gör unionen och dess medlemsstater till världens största biståndsgivare och ansvarig för mer än hälften av världens humanitära bistånd.
Det humanitära biståndet ges i nära samarbete med Echos cirka 200 samarbetsorganisationer, däribland FN-organ, Röda Korset och diverse ideella föreningar. Målet med verksamheten är att unionens bistånd ska användas mer effektivt.
Utöver humanitärt bistånd ansvarar Echo även för unionens civilskyddsmekanism. Mekanismen syftar till att stärka samarbetet mellan de nationella myndigheterna som ansvarar för civilskydd och krisberedskap. Inom Echo ansvarar Centret för samordning av katastrofberedskap (ERCC) för denna samordning.